# 哈木把都儿台吉
哈木把都儿台吉（?—?），孛儿只斤氏。简称哈木儿、哈木台吉，16世纪蒙古右翼土默特部領主，俺答汗之孙，辛爱黄台吉的第四子。
哈木把都儿在山西偏关西北边外、距明朝边塞一百六十余里的擦哈把剌哈素驻牧。隆庆五年（1571年），右翼蒙古和明朝达成通贡、互市、封职协议，明朝封哈木把都儿台吉为指挥佥事。与明朝互市于山西新平市口。